# Герб Бучі
Герб Бу́чі — офіційний символ міста Буча, Київської області.

## Опис
Герб має форму щита зеленого кольору. В центрі композиції розміщений головний елемент герба — стилізований знак, який символізує родове дерево селища. Воно має 4 гілки (це чотири села: Яблунька, Мельники, Лісова Буча і Ястремщина, які були об'єднані і дали основу сучасній Бучі) та міцне коріння, в основу якого вписаний фрагмент залізничної колії. 
Великий герб обрамлений вінком із гілок дубового та лаврового дерева (символи сили та слави), які ув'язані стрічками зеленого, білого і жовтого кольорів, кольорів прапора селища Буча. 
Верхня частина герба обрамлена стрічкою, лінії якої повторюють лінії герба, цим самими підкреслюючи образ відкритої книжки, яка символізує книгу життя.
Віночок герба виконаний у вигляді декоративного розпису, характерного для українських традицій. В основі герба — «1901» — рік заснування селища Буча.